# سلطان أباد (غرغان)
سلطان أباد (بالفارسية: سلطان‌آباد) هي قرية تقع في غلستان في إيران. يقدر عدد سكانها بـ 1,368 نسمة .